# Odontostilbe
Genre
Odontostilbe est un genre de poissons téléostéens d'eau douce de la famille des Characidae (ordre des Characiformes).

## Liste d'espèces
Selon World Register of Marine Species (21 juillet 2023) :
- Odontostilbe avanhandava Chuctaya, Bührnheim & Malabarba, 2018
- Odontostilbe dialeptura (Fink & Weitzman, 1974)
- Odontostilbe dierythrura Fowler, 1940
- Odontostilbe ecuadorensis Bührnheim & Malabarba, 2006
- Odontostilbe euspilurus (Fowler, 1945)
- Odontostilbe fugitiva Cope, 1870 - espèce type
- Odontostilbe littoris (Géry, 1960)
- Odontostilbe microcephala Eigenmann, 1907
- Odontostilbe mitoptera (Fink & Weitzman, 1974)
- Odontostilbe nareuda Bührnheim & Malabarba, 2006
- Odontostilbe pacaasnovos Chuctaya, Ohara & Malabarba, 2020
- Odontostilbe pao Bührnheim & Malabarba, 2007
- Odontostilbe paraguayensis Eigenmann & Kennedy, 1903
- Odontostilbe parecis Bührnheim & Malabarba, 2006
- Odontostilbe pequira (Steindachner, 1882)
- Odontostilbe pulchra (Gill, 1858)
- Odontostilbe roloffi Géry, 1972
- Odontostilbe splendida Bührnheim & Malabarba, 2007
- Odontostilbe stenodon (Eigenmann, 1915)
- Odontostilbe weitzmani Chuctaya, Bührnheim & Malabarba, 2018

## Systématique
Le nom valide complet (avec auteur) de ce taxon est Odontostilbe Cope, 1870,. L'espèce type de ce genre est Odontostilbe fugitiva.
Odontostilbe a pour synonymes :
- Holesthes Eigenmann, 1915
- Holoshestes
- Holoshesthes Eigenmann, 1903

## Publication originale
- (en) E. D. Cope, « Contribution to the ichthyology of the Marañon », Proceedings of the American Philosophical Society, Philadelphie, APS, vol. 11, no 81,‎ 1870, p. 559-570 (ISSN 0003-049X et 2326-9243, OCLC 1480557, JSTOR 981513, lire en ligne).